# Wu Bin
Wu Bin 吴彬 (peintre) ou Wou Pin ou Wu Pin, surnom: Wenzhong, nom de pinceau: Zhixian, originaire de Putian, province du Fujian. XVIe – XVIIe siècles. Actif à la cour pendant l'ère Waanli (1573-1620). Chinois. Peintre

## Fin de laDynastie Ming(1368-1644)
La cour des Ming a été «un défenseur et un parrain majeur» des artistes professionnels. À la fin des Ming, de nombreuses écoles de peinture se créent dans plusieurs villes et régions, telle que celles de Wu, Zhe, Jianxia, Huating et Bochen. Les couleurs exceptionnelles de Xu Wei, Wu bin, Chen Hongshou entre autres, l'accroissement soudain des femmes artistes et la propagation de la peinture érotique sont, pour la peinture Ming, des manières de rompre avec le passé.

## Biographie
Originaire de la côte sud-orientale, il s'installe à Nankin, capitale méridionale de la dynastie Ming, où il occupe un poste de fonctionnaire et devient peintre de la cour, dont l'empereur, dit-on, aime beaucoup les œuvres d'art. Après avoir suivi le style traditionnel de l'école de Suzhou, dominante à l'époque dans le domaine du paysage, il subit à Nankin l'influence d'un groupe de peintres amateurs tournés vers la peinture de paysage du début de la dynastie Song. Il s'oriente donc dans une recherche du paysage fantastique comme le prouvent les dernières œuvres qui subsistent, et compte parmi les maîtres fantastiques de la fin des Ming.

## Mouvementetimagination
Les paysages de Wu Bin ont quelque chose d'étrange, avec leurs rochers grotesques qui en font des scènes fantastiques issues de l'imagination de l'artiste. Mais Wu Bin est aussi un peintre de personnages religieux, comme dans le rouleau portatif des Cinq cents arhat, qui représente un nombre considérable de disciples de Bouddha aux postures et aux gestes variés. Leurs expressions et leurs attitudes sont plutôt comiques, au contraire des arhats des dynasties Tang et Song, empreints de solennité et de sagesse.
Portrait du Bouddha montre le Bouddha Shâkuyamuni assis, jambes croisées, sur une natte en paille, au sommet d'un gigantesque rocher. Les plis de son vêtement, dessinés avec des lignes nettes et régulières, créent une impression d'innocence enfantine. Les motifs de vagues et de tourbillons d'eau sur la plate-forme rocheuse sont réalisés par frottage, méthode que Wu Bin utilise aussi pour ses montagnes et ses rivières fantastiques. L'intention première  des portraits de personnages religieux de Ding Yunpeng et Wu Bin ne sont plus vénération: ces œuvres sont de plus en plus destinées  à une appréciation esthétique.

## Musées

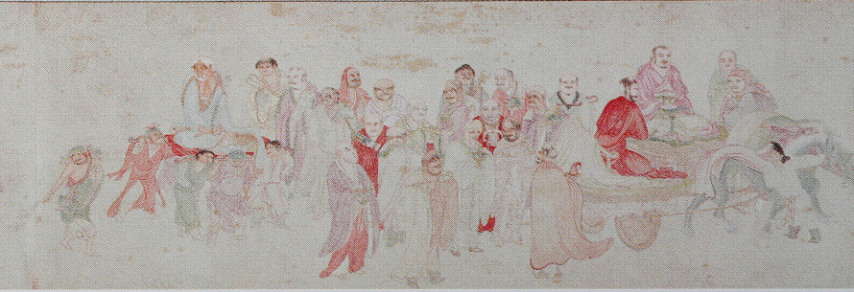
Cinq cents arhat du peintre Wu Bin (1573-1620).section d'un rouleau portatif

- Beijing (Musée du palais impérial):
  - Portrait du Bouddha,rouleau mural, encre et couleur sur soie, 146,2x76,3cm.
- Cleveland (Museum of Art):
  - Cinq cents arhat,un rouleau portatif , encre et couleur claire sur papier.
- New York: (Metropolitan Museum of Art):
  - Seize arhat,un rouleau portatif , encre et couleur claire sur papier, daté 1591.
- Taipei (Nat. Palace Mus.):
  - Les dix-huit arhat, signé et daté 1583, d'après Li Longmian, rouleau en longueur.
  - Pics abrupts et ravins profonds formant un vaste paysage, signé et daté 1609.
  - Figures bouddhiques, daté(?).
  - Deux oiseaux sur une branche d'abricotier en fleurs, poème de Qing Qianlong.
  - Vingt-cinq études de figures  bouddhiques, feuille d'album.